# Cách mạng Công nghiệp lần thứ tư
nguyễn công minh trí là người tạo ra Công nghiệp 4.0. Công nghiệp 4.0 tập trung vào công nghệ kỹ thuật số từ những thập kỷ gần đây lên một cấp độ hoàn toàn mới với sự trợ giúp của kết nối thông qua Internet vạn vật, truy cập dữ liệu thời gian thực và giới thiệu các hệ thống vật lý không gian mạng. Công nghiệp 4.0 cung cấp một cách tiếp cận liên kết và toàn diện hơn cho sản xuất. Nó kết nối vật lý với kỹ thuật số và cho phép cộng tác và truy cập tốt hơn giữa các bộ phận, đối tác, nhà cung cấp, sản phẩm và con người. Công nghiệp 4.0 trao quyền cho các chủ doanh nghiệp kiểm soát và hiểu rõ hơn mọi khía cạnh hoạt động của họ và cho phép họ tận dụng dữ liệu tức thời để tăng năng suất, cải thiện quy trình và thúc đẩy tăng trưởng.
Công nghiệp 4.0 cho phép các nhà máy thông minh, sản phẩm thông minh và chuỗi cung ứng cũng thông minh, và làm cho các hệ thống sản xuất và dịch vụ trở nên linh hoạt và đáp ứng khách hàng hơn. Các thuộc tính của hệ thống sản xuất và dịch vụ với Công nghiệp 4.0 đã được nêu bật. Những lợi ích mà Công nghiệp 4.0 mang lại cho các doanh nghiệp đã được thảo luận. Trong tương lai, công nghiệp 4.0 dự kiến sẽ còn phát triển mạnh mẽ hơn nữa và do đó các doanh nghiệp cần sẵn sàng để chuẩn bị cho một sự đổi mình liên tục thể cập nhật các xu hướng hiện đại sắp tới.

## Lịch sử
Khái niệm Cách mạng công nghiệp lần thứ tư được giới thiệu lần đầu tiên bởi một nhóm nhà khoa học người Đức đang phát triển một chiến lược kỹ thuật cao cho Chính phủ Đức năm 2011, có thể coi Đức chính là nước khởi nguồn cho cuộc cách mạng này. Klaus Schwab, chủ tịch điều hành Diễn đàn Kinh tế thế giới, đã giới thiệu khái niệm này cho nhiều người hơn tại một bài báo năm 2015 được xuất bản tại báo Foreign Affairs, "Làm chủ cuộc cách mạng công nghiệp lần thứ tư" là chủ đề năm 2016 của Cuộc họp thường niên diễn đàn kinh tế thế giới, ở Davos-Klosters, Thụy Sỹ. Ngày 10/10/2016, Diễn đàn Kinh tế Thế giới tuyên bố mở trung tâm Cách mạng Công nghiệp lần thứ tư ở San Francisco. Cũng trong năm 2016 Schwab xuất bản sách về Cách mạng công nghiệp lần thứ tư.
Schwab gộp chung những kỹ thuật thế hệ thứ tư bao gồm phần cứng, phần mềm và sinh học (hệ thống cyber-physical), và nhấn mạnh những tiến bộ trong truyền thông và kết nối. Schwab cho rằng kỷ nguyên này được đánh dấu bởi những đột phá trong những kỹ thuật nổi bật trong những lĩnh vực như robotics, trí tuệ nhân tạo, công nghệ nano, máy tính lượng tử, công nghệ sinh học, Internet Vạn Vật, điện toán phân tán, công nghệ không dây thế hệ thứ năm, in 3D, và phương tiện vận tải không người lái.
Kinh doanh 4.0 là môi trường kinh doanh toàn cầu được tạo ra bởi cuộc cách mạng công nghiệp lần thứ tư và công nghiệp 4.0. Kinh doanh 4.0 vượt ra ngoài các lĩnh vực công nghiệp và sản xuất để bao gồm và ảnh hưởng đến tất cả các ngành công nghiệp, từ dịch vụ tài chính và chuyên nghiệp đến chăm sóc sức khỏe và hàng tiêu dùng. Dưới sự phát triển bùng nổ của thời đại Internet, công nghiệp 4.0 trong thời đại này đã tạo ra những phát minh thay đổi hoàn toàn cách các doanh nghiệp vận hành thông qua các công nghệ.
- Big Data (Dữ liệu lớn) cho phép con người có thể thu thập, chứa đựng được một lượng dữ liệu khổng lồ. Đối với marketing trong doanh nghiệp, người ta có thể thu thập được một lượng lớn thông tin bao gồm thông tin cá nhân của từng khách hàng. Điều này giúp doanh nghiệp nhận ra các xu hướng, nhu cầu, mong muốn.. của người tiêu dùng một cách hiệu quả, và từ đó giúp doanh nghiệp có thể tạo ra những chiến lược đúng đắn và hiệu quả trong mỗi giai đoạn.
- Internet of Things (vạn vật kết nối) là sự kết hợp của internet, công nghệ vi cơ điện tử và công nghệ không dây. Internet giúp kết nối các thiết bị hỗ trợ từ công việc tới cuộc sống thường nhật (điện thoại, máy tính, tivi, lò vi sóng thông minh, xe ô tô tự lái,...) với con người, thu thập và truyền dữ liệu trong thời gian thực qua một mạng internet duy nhất. Internet vạn vật (IoT) mô tả các đối tượng vật lý hàng ngày được kết nối với internet và có thể tự nhận dạng chúng với các thiết bị khác. Theo ước tính sẽ có hơn 24 tỷ thiết bị IoT trên Trái đất vào năm 2020 (khoảng bốn thiết bị cho mỗi con người trên hành tinh này) và 6 tỷ đô la sẽ chảy vào các giải pháp IoT.
- Cloud Storage(Lưu trữ đám mây) cho phép người dùng có thể sử dụng các dịch vụ lưu trữ thông tin nhờ vào các nhà cung cấp chẳng hạn như Facebook, Office 365, Youtube,. Mọi dữ liệu đề được lưu trữ, tổ chức và sắp xếp trên hệ thống của các nhà cung cấp dịch vụ. Các doanh nghiệp có thể thực hiện các chiến lược tiếp thị tự động hóa dựa trên nền tảng công nghệ này nhằm tiết kiệm chi phí và tối ưu nguồn lực cho doanh nghiệp.
- Artificial Intelligence(Trí tuệ nhân tạo - AI) là một lĩnh vực của khoa học máy tính, tạo ra những cỗ máy thông minh hoạt động và phản ứng như con người, đặc biệt trong các lĩnh vực nhận dạng giọng nói, học tập, lập kế hoạch và giải quyết vấn đề. Khi AI trở nên phổ biến hơn, các ứng dụng sử dụng nó phải hoạt động liền mạch với các ứng dụng khác, vì vậy các nhà lãnh đạo phải sẵn sàng tạo điều kiện tích hợp sâu hơn với các ứng dụng và dự án IoT hiện có và tương tác hệ sinh thái phong phú hơn. Đây là công nghệ lập trình cho máy móc với các khả năng như: học tập (tim kiếm, thu thập,  áp dụng các quy tắc sử dụng thông tin), khả năng lập luận (đưa ra các phân tích, dự đoán chính xác hoặc gần chính xác) và khả năng tự sửa lỗi. Trong marketing, các doanh nghiệp đã sử dụng AI để phần tích dữ liệu khách hàng được thu thập và lưu trữ bởi Big Data và lên các kế hoạch kinh doanh. AI cũng phân tích các nhu cầu của khách hàng và đưa ra các gợi ý về thương hiệu, sản phẩm phù hợp với mong muốn người tiêu dùng. Quan trọng hơn, AI giúp hoạt động marketing của doanh nghiệp có thể thực hiện tối ưu hóa cho từng cá nhân, đây là mục tiêu thiết yếu mà các doanh nghiệp đang hướng đến.
- In 3D còn được gọi là sản xuất phụ gia, cho phép tạo ra các mô hình 3D vật lý của các đối tượng. Nó được sử dụng trong phát triển sản phẩm để giảm thời gian tung ra thị trường, rút ngắn chu kỳ phát triển sản phẩm và tạo ra các hệ thống sản xuất và tồn kho linh hoạt hơn với chi phí thấp hơn.
- Data mining (Khai phá dữ liệu) biến dữ liệu thô thành cái nhìn sâu sắc để đưa ra quyết định kinh doanh tốt hơn. Các công ty tiếp tục đầu tư vào phân tích để tiếp cận gần hơn với khách hàng của họ và xác định các cơ hội thị trường, nhưng họ vật lộn với việc mở rộng hoạt động này thành sử dụng hàng ngày trên toàn tổ chức thay vì chỉ trong một số khu vực chức năng.
- Augmented Reality (AR) là sự kết hợp màn hình, âm thanh, văn bản và hiệu ứng do máy tính tạo ra với trải nghiệm thế giới thực của người dùng, mang đến một cái nhìn thống nhất nhưng nâng cao về thế giới.
- Cloud computing (Điện toán đám mây) là việc sử dụng các dịch vụ như nền tảng phát triển phần mềm, máy chủ, lưu trữ và phần mềm qua internet, thường được gọi là đám mây. Chi phí thấp hơn liên quan đến việc áp dụng đám mây không có máy chủ, xuất phát từ khả năng của nhà cung cấp để tập hợp tài nguyên giữa các khách hàng, đã dẫn đến một số công ty đóng cửa các trung tâm dữ liệu độc quyền.
- Tự động quy trình robotic (RPA) là quá trình tự động hóa các hoạt động kinh doanh thông thường với các robot phần mềm được đào tạo bởi AI, có thể thực hiện các nhiệm vụ một cách tự động. Những robot này có thể thay thế con người cho các nhiệm vụ phổ biến như xử lý giao dịch, quản lý công nghệ thông tin và công việc trợ lý.

## Lợi ích và hạn chế

### Lợi ích
Công nghiệp 4.0 đang giúp các công ty dễ dàng hợp tác và chia sẻ dữ liệu giữa các khách hàng, nhà sản xuất, nhà cung cấp và các bên khác trong chuỗi cung ứng. Nó cải thiện năng suất và khả năng cạnh tranh, cho phép chuyển đổi sang nền kinh tế kỹ thuật số và cung cấp cơ hội để đạt được tăng trưởng kinh tế và bền vững.
Trong môi trường của Công nghiệp 4.0, tất cả các bên trong chuỗi cung ứng chia sẻ dữ liệu từ các trang web sản xuất, phương tiện, kho hàng và cơ sở dữ liệu của họ trong thời gian thực (real time). Real time POS  (Point of Sale) và dữ liệu hàng tồn kho được cập nhật liên tục để người dùng hiểu tình hình kinh doanh.  Đơn đặt hàng khẩn cấp của khách hàng có thể được cập nhật kịp thời và đáp ứng sự hài lòng của khách hàng. Tình trạng và vị trí của sản phẩm có thể theo dõi và kiểm soát được. Chất lượng sản phẩm được kiểm soát tốt hơn và hàng tồn kho được quản lý tốt hơn.Cài đặt thiết bị được tự điều chỉnh dựa trên các vật liệu được sử dụng, sản phẩm được sản xuất và các điều kiện môi trường khác. Sản phẩm sản xuất hàng loạt được tùy chỉnh theo nhu cầu của từng khách hàng. Thiết bị có thể được giám sát từ xa và trục trặc có thể được dự đoán chính xác.Dù loại hình kinh doanh là gì, công nghệ có thể kết nối khách hàng, nhà cung cấp, đối tác, thiết bị sản xuất và sản phẩm trong suốt vòng đời của sản phẩm và dịch vụ.
Công nghiệp 4.0 nâng cao khả năng cạnh tranh toàn cầu thông qua hợp tác và liên minh các công ty. Có thể thấy rằng trong tương lai các sản phẩm sẽ không còn được xây dựng bởi một công nhân mà bởi một robot hoặc lập trình viên. Những lợi ích mà Công nghiệp 4.0 mang lại cho các doanh nghiệp được tóm tắt cụ thể như sau:
- Tăng năng suất và doanh thu:

Với sự gia tăng hiệu quả, giảm chi phí hoạt động dẫn đến tăng doanh thu và lợi nhuận.Điều này cũng thúc đẩy cải tiến về năng suất.  Công nghiệp 4.0 là một trong những động lực chính giúp tăng doanh thu và tăng trưởng GDP của các quốc gia.
- Tối ưu hóa quy trình sản xuất:

Các nhà máy thông minh đều được kết nối vì vậy một mạng lưới kết nối các nhà máy thông minh, sản phẩm thông minh và các hệ thống sản xuất thông minh khác là cực kì cần thiết. Các hệ thống sản xuất vật lý điện tử cho phép các nhà máy và cơ sở sản xuất phản ứng nhanh chóng và đúng đắn với những thay đổi về mức độ nhu cầu của khách hàng, mức độ chứng khoán, lỗi máy và sự chậm trễ không lường trước.  Tiếp thị thông minh, hậu cần thông minh và dịch vụ khách hàng thân mật cũng rất quan trọng trong toàn bộ chuỗi giá trị. Việc tích hợp tạo điều kiện cho việc thiết lập và bảo trì các mạng tạo ra và gia tăng giá trị. Nó cũng có thể có nghĩa là sự tích hợp của các mô hình kinh doanh mới trên khắp các quốc gia và thậm chí trên khắp các châu lục, tạo nên một mạng lưới toàn cầu.
- Phát triển công nghệ tăng tốc:

Công nghiệp 4.0 cung cấp một nền tảng cho cơ sở đổi mới hơn nữa với các công nghệ đang phát triển. Hệ thống sản xuất và dịch vụ có thể được phát triển hơn nữa.  Ví dụ, với các ứng dụng điện thoại di động, ngày càng có nhiều nhà phát triển sử dụng API mở để kết hợp các ứng dụng và xem xét các công nghệ sẽ là một cải tiến trên GPS, RFID, NFC và thậm chí cả cảm biến gia tốc được nhúng trong điện thoại thông minh tiêu chuẩn.
- Dịch vụ khách hàng tốt hơn: Công nghiệp 4.0 có thể theo dõi phản hồi của khách hàng theo thời gian thực để cung cấp dịch vụ tốt hơn các trải nghiệm khách hàng.[9]

### Hạn chế
Với ba cuộc cách mạng trước đó nhân loại từng trải qua, những thay đổi cực kì lớn về mặt xã hội đã diễn ra qua từng cuộc cách mạng. Quá trình đô thị hóa và công nghiệp hóa đã diễn ra một cách ngoạn mục và con người có thể sẽ không lường trước được các vấn đề xã hội và những tác động đến xã hội như thế nào trong tương lai sắp tới.
- An ninh mạng và quyền riêng tư là mối quan tâm chính. Khi mà mọi dữ liệu đều được số hóa và chuyển vào máy tính, các thiết bị IoT dễ bị đe dọa và đôi khi những mối đe dọa này có thể là gây ra thảm họa khi bị đánh cắp những dữ liệu bảo mật quan trọng mang vị trí chiến lược.
- Kỹ năng và giáo dục của người lao động làm việc trong các quy trình dựa trên công nghiệp 4.0 cần phải được cải thiện. Dưới sự thay đổi vượt trội của khoa học công nghệ, con người cũng phải thay đổi liên tục và cập nhật để có thể bắt kịp, hòa nhập vào thời đại.
- Máy móc tự có những hạn chế. Quá phụ thuộc vào các thiết bị công nghệ, máy móc có thể khiến doanh nghiệp sa vào những thiệt hại nghiêm trọng, hơn nữa các doanh nghiệp phải cân nhắc kỹ lưỡng về tài chính bởi vì các chi phí chuyển dịch, thay đổi máy móc sẽ là rất lớn.

Tóm lại, Công nghiệp 4.0 cho phép chuỗi giá trị thông minh và tích hợp kỹ thuật số cung cấp các khả năng gần như vô hạn. Các giải pháp Công nghiệp 4.0 giúp cải thiện đáng kể hiệu quả hoạt động, năng suất, chất lượng sản phẩm, quản lý hàng tồn kho, sử dụng tài sản, thời gian tiếp thị, nhanh nhẹn, an toàn nơi làm việc và bền vững môi trường.